# I HATE MONDAYS
I HATE MONDAYS（アイ・ヘイト・マンデイズ）は、日本のロックバンド。レコードレーベルはOystar Productions。
2013年12月までのバンド名は、WEDNESDAY（ウェンズデー）。

## 略歴
- 2003年末、大阪にてWEDNESDAY結成。正式音源リリース前にもかかわらず、BEAT CRUSADERSの全国ツアーや、riddim saunterのツアーに参加。
- 2008年、DOUBLEHORN RECORDSよりファースト・ミニ・アルバム「OVER THE YEARS」をリリース。
- 2010年、ファーストフルアルバム「START THE START」をリリース[1]。その後、ドラムが脱退し、活動拠点を東京へ移す。
- 2012年、ライブ会場限定CD「Meeting Mr. Free EP」を発売。
- 2013年、I HATE MONDAYSへ改名を発表、4曲入りEP「NEW ROMANCE」をリリース。Oystar Productionsへ移籍。
- 2015年、4年ぶりとなるフルアルバム「TRANSIT」を発売。はらかなこ、古川太一（KONCOS）、Rei Mastrogiovanni、Mitaka Sound、秋元雄介（Fed MUSIC）らがゲストミュージシャンとして参加[2]。

同梱パーツを組み合えわせてカスタマイズできるアートワークはCRAFTIVEが担当。
また、「TRANSIT」リリース1週間前に、メンバーがアルバム収録曲を全曲セルフ・リミックスした「TELEPORT -TRANSIT REMIXES」無料配信リリースした。

## メンバー
嶋岡良介（しまおか りょうすけ、1982年11月27日 - ）
兵庫県出身。ボーカル、ベース担当。I HATE MONDAYSのほぼすべての楽曲で作詞を担当。
山形知也（やまがた ともや、1982年10月31日 - ）
滋賀県出身。ギター、コーラス担当。I HATE MONDAYSのすべての楽曲で作曲を担当。MAGI©PEPAのギターも担当。
井上苑子、Rei Mastrogiovanni、Logeqのライブサポートギタリストとしても活動。

## サポートメンバー
秋元雄介
ドラム担当。Fed MUSICのメンバー。「NEW ROMANCE」より参加。

## ディスコグラフィ

### ミニアルバム
WEDNESDAY 名義
OVER THE YEARS（1st、2008年12月10日発売）
1. Good Night For Dad
2. St.Nicholas Street
3. Lily
4. New Shoes
5. Two Minutes
6. Following Step

Meeting Mr.Free EP（2nd、2012年12月9日発売）
1. MR.FREE
2. YOU&ME
3. DIRTY HIGH (ACOUSTIC VER.)
4. ALRIGHT
5. EVERYTHING IS IN THE SUN (ACOUSTIC VER.)

I HATE MONDAYS 名義
NEW ROMANCE（1st、2013年12月22日発売）
1. ROMANCE
2. FALLIN'
3. WHEN YOU ARE CLOSE
4. INTENSE LOOK

### アルバム
WEDNESDAY 名義
START THE START（1st、2010年3月10日発売）
1. START THE START
2. HELLO MYSELF
3. ? LOVE
4. YOU
5. WHY YOU LOVE ME
6. FILL IN THE BLANKS
7. UNIVERSAL DANCE
8. ST.NICHOLAS TAPE
9. STILL I WANNA HEAR YOU
10. 7.8.9.10 TOMORROW
11. OPEN DOOR, BEFORE YOU WAKE UP
12. BE MY FUTURE

I HATE MONDAYS 名義
TRANSIT（1st、2015年4月22日発売）
1. Honey Girl
2. DO THE BEAT!
3. Breaking the Day
4. blue winter
5. WEDNESDAY
6. ROMANCE (Album Mix)
7. HOME
8. Walk in the Town
9. 光の鼓動
10. last night
11. Alone in the Airport
12. loophole
13. ROMANCE (Mitaka Sound Remix)

### 配信
TELEPORT -TRANSIT REMIX（2015年4月20日発売）
1. Honey Girl (REMIX)
2. DO THE BEAT! (REMIX)
3. Breaking the Day (REMIX)
4. blue winter
5. WEDNESDAY (REMIX)
6. ROMANCE (REMIX)
7. HOME (REMIX)
8. Walk in the Town (REMIX)
9. 光の鼓動 (REMIX)
10. last night (REMIX)
11. Alone in the Airport (REMIX)
12. loophole (REMIX)

## ミュージックビデオ
すべてを高村佳典(tkrm.)がディレクションを担当している。
WEDNESDAY 名義
「? LOVE (Anaglyph Version)」
「? LOVE (YouTube 3D Version)」
「WHY YOU LOVE ME」
「MR.FREE」
I HATE MONDAYS 名義
「DO THE BEAT!」
「ROMANCE」
「blue winter」
「光の鼓動」
「loophole (Youtube 360°Version) 」
「last night」
「Alone in the Airport」
「WEDNESDAY」